# Бойко Давид Васильович
Дави́д Васи́льович Бо́йко  (нар. 14 вересня 1904, село Летава, тепер Кам'янець-Подільського району Хмельницької області — 28 грудня 1984, село Летава, тепер Кам'янець-Подільського району Хмельницької області) — український радянський діяч, новатор сільськогосподарського виробництва. Двічі Герой Соціалістичної Праці (1948 і 1958). Депутат Верховної Ради УРСР 2—5-го скликань.

## Біографія
Народився 14(27) вересня 1904 року в родині селянина-бідняка. Закінчив два класи початкової сільської школи. Трудову діяльність розпочав у 1913 році, працював за наймом.
У 1923—1930 роках працював у сільськогосподарській артілі «Відродження» у селі Летаві. З 1930 року — в колгоспі імені В. І. Леніна села Летави Чемеровецького району, спочатку рядовим колгоспником, завідувачем господарства, заступником голови, а з 1937 року — головою колгоспу. Член ВКП(б) з 1939 року.
Під час німецько-радянської війни перебував у евакуації, працював заступником голови колгоспу «Україна» Новомосковського району Саратовської області РРФСР.
З 1944 по 1970 рік — голова колгоспу імені В. І. Леніна села Летави Чемеровецького району Хмельницької області.
З 1970 року — пенсіонер союзного значення. Похований на цвинтарі села Летави Чемеровецького району Хмельницької області.

## Нагороди
- Герой Соціалістичної Праці (16.02.1948, 26.02.1958)
- два ордени Леніна (16.02.1948, 26.02.1958)
- орден Трудового Червоного Прапора (23.06.1966)
- орден Жовтневої Революції (8.04.1971)
- медалі
- дві Почесні грамоти Президії Верховної Ради Української РСР (12.09.1964)
- заслужений працівник сільського господарства Української РСР (13.09.1974)